# غران بريميو ديلا كوستا إتروششي 2016
غران بريميو ديلا كوستا إتروششي 2016 (بالإيطالية: Gran Premio Costa degli Etruschi 2016 )‏ هو سباق دراجات هوائية، وهو الموسم رقم 21 من نفس السباق، وأقيم في 7 فبراير 2016، وامتدّ لمسافة 190.6 كيلومتر، وهو أحد سباقات طواف أوروبا للدراجات 2016، وهو من نوع سباق يوم واحد، وقد شارك في السباق 136 متسابقاً، ووصل إلى نهايته 92 متسابقاً.
فاز فيه بالمركز الأول قريقا بولي، وبالمركز الثاني فرانسيسكو جافازي، وبالمركز الثالث دييغو يليسي.

## الفرق
| فريق عالمي- Lampre-Merida فرق قارية محترفة (5)- أندروني جوكاتولي-سيدرمك 2016 ‏ - Bardiani CSF - غازبروم روسفيلو ‏ - نيبو-فيني فانتيني-يوربا أوفيني ‏ - ويلير تريستينا-سيل إيطاليا ‏ فرق قارية (11)- أموري وفيتا - برودير ‏ - 0711 Cycling ‏ - Cycling Academy - D'Amico–UM Tools ‏ - Team Felt–Felbermayr ‏ - GM Europa Ovini ‏ - Kamen Pazin ‏ - مينسك سي سي 2016 ‏ - MG.K vis Colors for Peace ‏ - فريق تيرول كيه تي إم للدراجات ‏ - Trevigiani Phonix–Hemus 1896 ‏ فريق وطني- فريق إيطاليا لركوب الدراجات للرجال 2016 ‏ |  |
| |  |

## التصنيف العام النهائي
| \| التصنيف العام \| التصنيف العام \| التصنيف العام \| التصنيف العام \| التصنيف العام \| \| العداء \| العداء \| الفريق \| الوقت \| \| \| ------------- \| ------------------------ \| ------------------------------------------- \| ------------- \| ------------- \| \| 1 \| قريقا بولي \| نيبو-فيني فانتيني-يوربا أوفيني [الإنجليزية]‏ \| \| \| \| 2 \| فرانسيسكو جافازي \| أندروني جوكاتولي-سيدرمك [الإنجليزية]‏ \| \| \| \| 3 \| دييغو يليسي \| Lampre-Merida \| \| \| \| 4 \| Andrea Fedi [الإنجليزية]‏ \| ويلير تريستينا-سيل إيطاليا [الإنجليزية]‏ \| \| \| |                  |                                 |       |  |
| |                  |                                 |       |  |
| مصادر: ProCyclingStats Cycling Quotient Cycling Archives |                  |                                 |       |  |
| التصنيف العام |                  |                                 |       |  |
| العداء | العداء           | الفريق                          | الوقت |  |
| 1 | قريقا بولي       | نيبو-فيني فانتيني-يوربا أوفيني ‏ |       |  |
| 2 | فرانسيسكو جافازي | أندروني جوكاتولي-سيدرمك ‏        |       |  |
| 3 | دييغو يليسي      | Lampre-Merida                   |       |  |
| 4 | Andrea Fedi ‏     | ويلير تريستينا-سيل إيطاليا ‏     |       |  |

## وصلات خارجية
- الموقع الرسمي
- غران بريميو ديلا كوستا إتروششي 2016 على موقع إحصائيات الدراجات الإحترافية (الإنجليزية)